# Черни (Брестская область)
Черни (бел. Чэрні) — агрогородок в Брестском районе Брестской области Белоруссии. Административный центр Чернинского сельсовета. Население — 3478 человек (2019).

## География
Агрогородок расположен у северо-восточных окраин Бреста, от которых его отделяет объездная автодорога E30. Местность принадлежит к бассейну Вислы, рядом с селом протекают ручьи со стоком в реку Лесную. Помимо объездного северного полукольца через село проходит местная дорога Черни — Чернавчицы.

## Этимология
Название происходит от слова «чернь», «черняки», обозначающего заросли лиственных деревьев.

## История
Согласно письменным источникам поселение известно с XVI века как шляхетская собственность в Берестейском воеводстве Великого княжества Литовского. В 1617 году владение князя Фёдора Масальского.
После третьего раздела Речи Посполитой (1795) в составе Российской империи, с 1801 года — в Гродненской губернии. В 1868 году имением владел Феликс Ягмин. В 1877 году в селе была построена новая деревянная православная церковь св. Иоанна Богослова.
В 1886 году село насчитывало 114 жителей, работала церковно-приходская школа, корчма, с 1889 года — народное училище. В 1890 имением владел Каликст Ягмин. Согласно переписи 1897 года — 188 жителей, а в 1905 году — 151 житель.
В Первую мировую войну с 1915 года местечко оккупировано германскими войсками. Согласно Рижскому мирному договору (1921) деревня вошла в состав межвоенной Польши, где принадлежала Брестскому повету Полесского воеводства. В 1921 году поселение насчитывало 62 двора и 371 жителя. С 1939 года в составе БССР.
В 1940 году открыта семилетняя школа. В Великую Отечественную войну под оккупацией с июня 1941 по июль 1944 года. 9 сельчан погибло на фронте.
В 1965 или 1966 году в селе была разрушена церковь Св. Иоанна. В 1997 году в Чернях возведена новая церковь с тем же именем.

## Экономика
В агрогородке имеются библиотека, районный Дом культуры, автосервис, конно-спортивная школа, аптека, амбулатория, кафе, бар, магазин, общеобразовательная школа, музыкальная школа.

## Культура
- Музей ГУО "Средняя школа д. Черни"
- Музей народной славы аг. Черни

## Достопримечательности
- Братская могила советских воинов (1944) —  Историко-культурная ценность Республики Беларусь, шифр 113Д000125 похоронены 263 бойца. В 1966 году установлен обелиск[5].
- Памятник воинам-интернационалистам, на котором выставлен БТР.
- Православный храм Иоанна Богослова (1997 год).

Храм
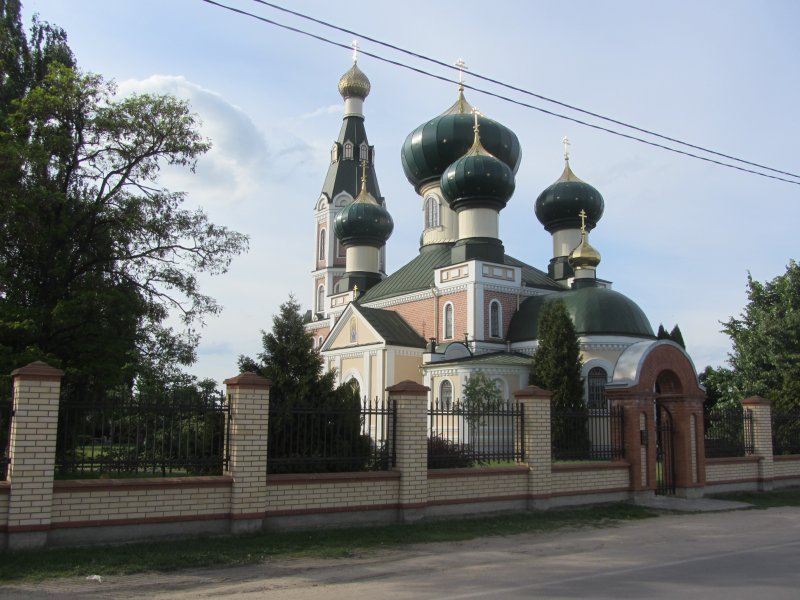
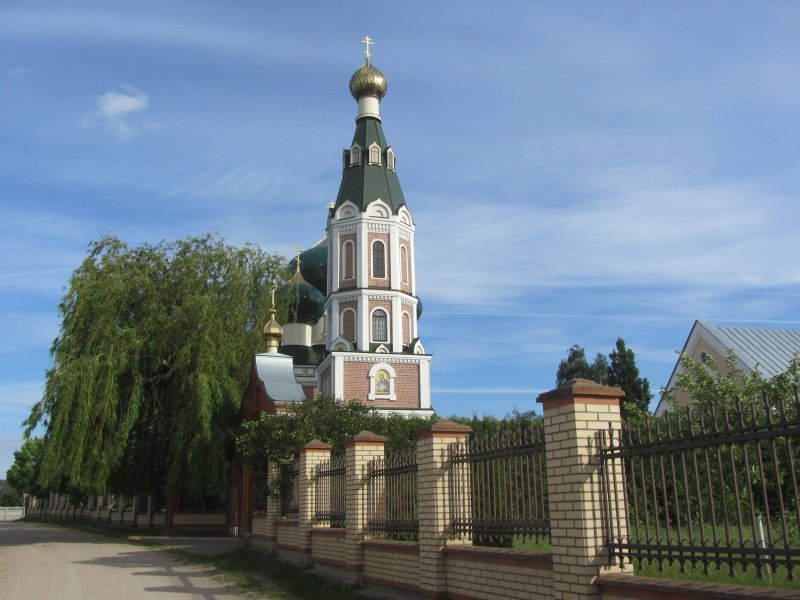
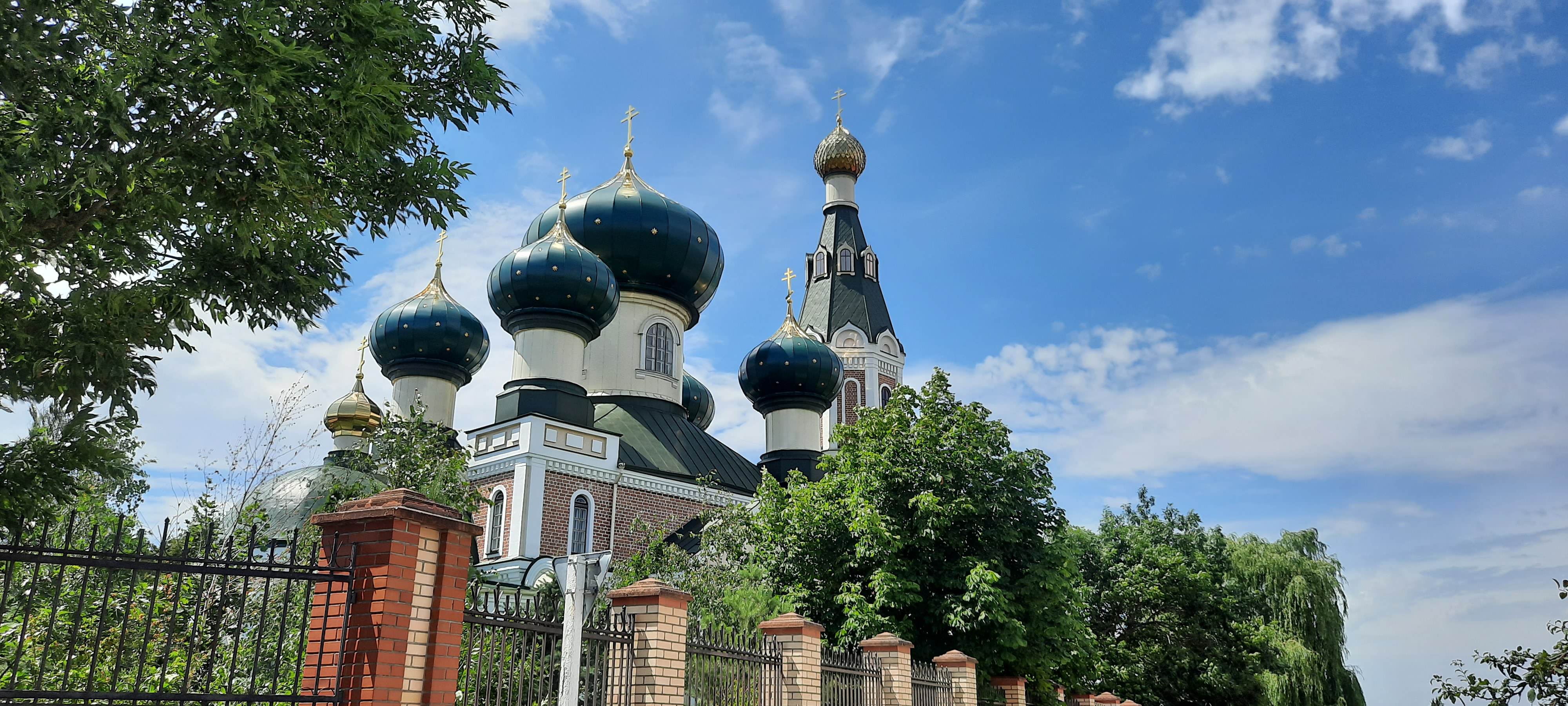
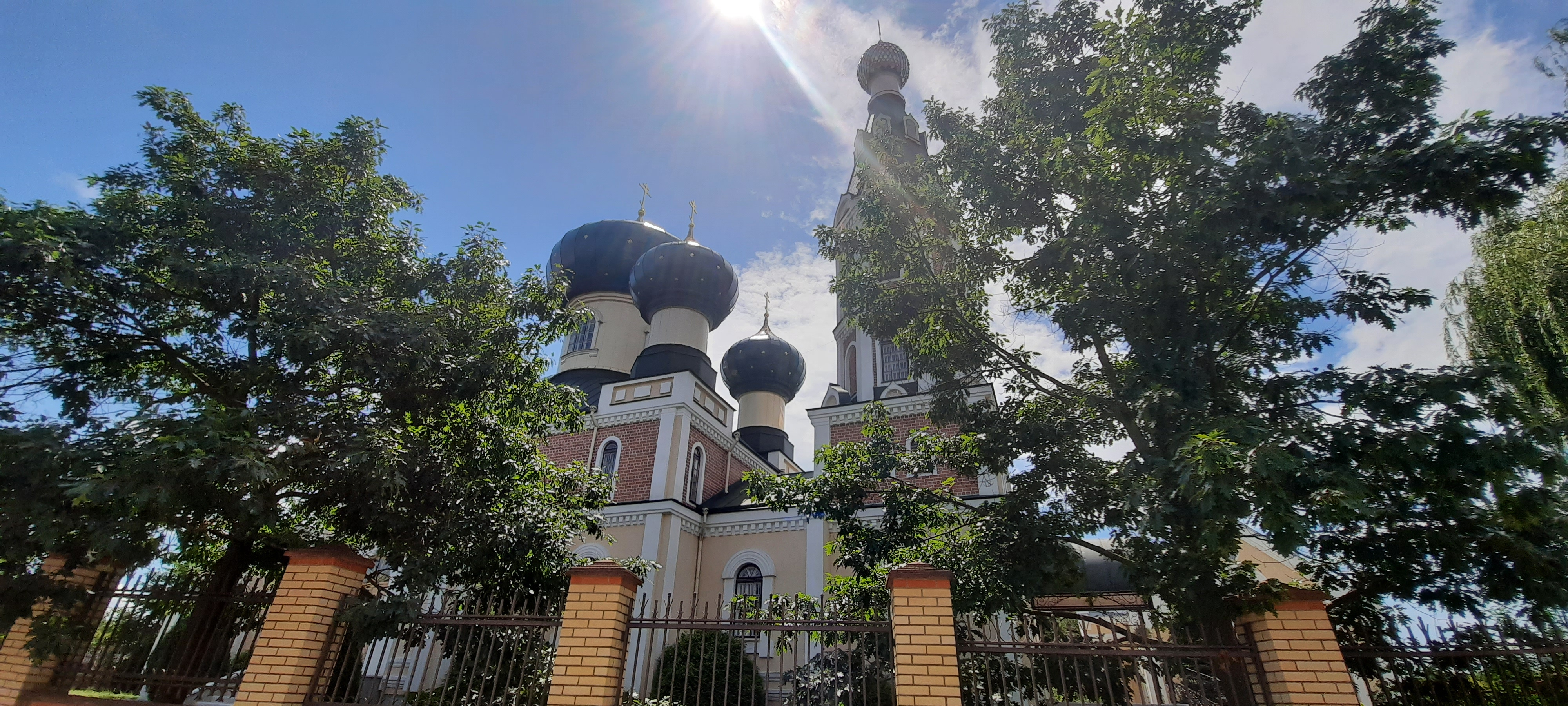